# Заводнення осередкове
Осередкове заводнення — різновид заводнення. Може застосовуватися як самостійне при розробленні покладів нафти в різко неоднорідних і переривчастих пластах та як допоміжне заводнення в поєднанні із законтурним і внутрішньоконтурним заводненням для вироблення запасів нафти з ділянок, не охоплених основними системами. Розбурювання здійснюється за рівномірною сіткою з розміщенням бурових поблизу продуктивних свердловин та подальшим переходом «від відомого до невідомого». Нагнітальні свердловини вибирають з пробурених так, щоб вони були розміщені на ділянках з найкращою характеристикою пластів і впливали на максимальну кількість навколишніх видобувних свердловин. У зв'язку з тим його називають вибірковим заводненням. Осередкове заводнення є ефективнішим на пізніх стадіях розроблення.